# Un peu de feu S.V.P.
Un peu de feu S.V.P. je francouzský němý film z roku 1904. Režisérem je Georges Méliès (1861–1938). Film trvá 3 vteřiny.

## Děj
Film zachycuje Georgese Mélièse, jak jako převlečený milionář kouří doutník.

## Obsazení
| Georges Méliès | milionář |